# Oberengstringen
Oberengstringen é uma comuna da Suíça, no Cantão Zurique, com cerca de 6.133 habitantes. Estende-se por uma área de 2,13 km², de densidade populacional de 2.879 hab/km². Confina com as seguintes comunas: Regensdorf, Schlieren, Unterengstringen, Zurique (Zürich).
A língua oficial nesta comuna é o Alemão.